# Christof Wetterich
Christof Wetterich (né le 12 avril 1952 à Fribourg-en-Brisgau) est un physicien théoricien et un cosmologiste allemand.
Il a étudié la physique à Paris, Cologne et Fribourg-en-Brisgau, où il a obtenu son doctorat en 1978. Il a travaillé au CERN à Genève et au DESY à Hambourg. Depuis 1992, il occupe une chaire en physique théorique à l'université de Heidelberg. Ses principaux champs de recherche sont la cosmologie, l'astrophysique, la physique des particules et la théorie des quanta.
Wetterich prétend que le Big Bang et que l'expansion de l'Univers n'existent pas ; ses théories comprennent aussi l'espace-temps, qui selon lui se refroidit lentement. Son modèle évite le problème de la singularité du Big Bang.

## Récompenses et distinctions
En 2005, Christof Wetterich reçoit, avec Christopher Carilli, le prix de la recherche Max Planck avec la mention :
« L'un des penseurs les plus créatifs de l'astrophysique et de la physique des particules. »
Depuis 2006, Wetterich est membre de l'Académie des sciences de Heidelberg.